# أحمد هادي الحبوبي
السيد أحمد عبد الهادي الحبوبي هو محام وأديب وكاتب وسياسي عراقي ذو توجه قومي ولد في النجف سنة 1931.
عمه المرجع الديني الشيخ محمد سعيد الحبوبي، أما آبوه الشيخ عبد الهادي الحبوبي فهو من نقل المرجعية الدينية للسيد محسن الحكيم من بيت الحبوبي إلى بيت الحكيم.
أكمل دراسته الابتدائية والمتوسطة والإعدادية في النجف، ثم انتقل إلى بغداد، ودخل كلية الحقوق وتخرج منها محاميا.
لجأ إلى المملكة العربية السعودية سنة 1960 وعاد إلى العراق سنة 1963.
عين في 11 تموز 1965 وزيرا للشؤون البلدية والقروية في وزارة طاهر يحيى الثالثة بعد استقالة الوزير فؤاد الركابي، لكن أحمد الحبوبي استقال في 23 آب 1965.
كما عين وزيرا للعمل والشؤون الاجتماعية في وزارة طاهر يحيى الرابعة عامي 1967 لكنه استقال في يوم 13 كانون الثاني 1968.
عاش بعد سنة 1970 في القاهرة حيث إنه اشترك في محاولة عبد الغني الراوي الانقلابية.

## مؤلفاته
- كتابات وذكريات عن الحوادث السياسية في النجف.[2]
- كتاب ليلة الهرير في قصر النهاية.[8][9]
- أشخاص كما عرفتهم[10]
- مراجعة كتاب: «محمد الحبوبي، سيرة لم تكتمل أملاها على فراش الموت»[11]

## كتب عنه
- رسالة الماجستير «أحمد عبد الهادي الحبوبي ونشاطه السياسي حتى عام 2003» للطالبة ثناء عبد الحسين جابر من قسم التاريخ الحديث في كلية التربية الأساسية في الجامعة المستنصرية[12]